# John Nicolassen
John Nicolassen (* 30. September 1867 in Hamburg; † 25. Dezember 1933 in Hamburg) war ein deutscher evangelisch-lutherischer Theologe. Von 1897 bis 1928 war Nicolassen Pastor an St. Johannis-Harvestehude in Hamburg.

## Leben und Werk
Nicolassen wurde als Sohn des Juweliers Albert Nicolassen und dessen Frau Mathilda Nicolassen, geborene Marquardt in Hamburg geboren. Sein Vater Albert Nicolassen betrieb am Neuen Wall 28 ein Geschäft für Juwelen, Gold- und Silberwaren. Nachdem dieser 1894 gestorben war, führte seine Witwe das Geschäft weiter. John Nicolassen besuchte das Johanneum, wo er nach im Februar 1889 bestandener Prüfung das Zeugnis der Reife erhielt. Anschließend studierte er Theologie in Tübingen, Halle und in Berlin. 1891 legte er das theologische Examen ab und wurde Hilfsprediger in der Seemannsmission.
1892/93 korrespondierte er mit Bertha von Suttner, der Briefwechsel erschien in deren Zeitschrift Die Waffen nieder! Ein Text von Nicolassen wurde in der Anthologie Friedensstimmen veröffentlicht, die Leopold Katscher 1894 herausgab. Das Vorwort der Anthologie stammte von Berta von Suttner und Conrad Ferdinand Meyer.
Von 1894 bis 1897 war er Hauptpastor in Lauenburg/Elbe. Nicolassen heiratete 1894 Julie Hermes (1874–1956), die aus Berlin-Steglitz stammte. Aus der Ehe gingen drei Kinder hervor: Lotte (* 1894), Hanna (* 1896) und Albert (* 1898). Weiter lebte in der Familie Erik Hansen als Pflegekind.
1897 wurde Nicolassen als Pastor nach St. Johannis in Hamburg-Harvestehude berufen. Seine besondere Aufmerksamkeit galt dort der Verbindung von Theologie mit Kunst und Literatur sowie der Sozialarbeit, zum Beispiel Waisen-, Wohlfahrts- und Wohnungspflege. 1926 wurde er vom Hamburger Senat für seinen langjährigen, öffentlichen Wohlfahrtsdienst mit der neu geschaffenen Plakette für treue Arbeit im Dienste des Volkes ausgezeichnet.
Während des Ersten Weltkrieges war er Feldgeistlicher an der Westfront. Sein 19-jähriger Sohn Albert fiel 1917 bei Passchendaele. Der seinerzeit sehr erfolgreiche Schriftsteller Rudolf Binding beschrieb in einer seiner Novellen, wie John Nicolassen an der Westfront nach dem Leichnam seines Sohnes suchte.
Ab April 1928 war Nicolassen beurlaubt, im Oktober des Jahres wurde er auf eigenen Antrag in den Ruhestand versetzt. Am ersten Weihnachtstag 1933 starb Nicolassen, die Todesanzeige beim Standesamt reichte sein Ziehsohn Oberstleutnant Erik Hansen ein.